# Herman Moens (badmintonner)
Herman Moens (1943) is een Belgisch golfer en voormalig badmintonner.

## Levensloop
Moens behaalde in totaal 33 Belgische titels, waarvan vijf in het enkelspel (1965, 1968, 1970-1972). Daarnaast verzamelde hij veertien titels bij de 'heren dubbel', waarvan twaalf met Roger Vanmeerbeek (1964-1975) en twee met Jack Stuart (1961 en 1963). In de 'gemengd dubbel' werd hij veertienmaal Belgisch kampioen, waarvan tienmaal met zijn zus Gerda en telkens tweemaal met June Vander Willigen (1963 en 1964) en Bep Verstoep (1967 en 1968).
In 1972 richtte hij Distri Sport International op, een verdeler van sportmateriaal. In 2020 bracht hij het boek 70 jaar badminton uit.